# Parent (Québec)
Pour les articles homonymes, voir Parent.
Parent est un village compris dans le territoire de la ville de La Tuque, en Mauricie, au Québec (Canada). Il est situé à 150 kilomètres au nord-ouest du centre-ville de La Tuque et fait partie du District no. 1 de la ville, qui englobe également les hameaux de Clova et Casey.

## Toponymie
Le toponyme Parent identifie à la fois le village et le secteur de la ville de La Tuque. Ce nom rend hommage à Simon-Napoléon Parent (1855-1920), ancien Premier ministre du Québec (1900-1905), maire de Québec (1894-1906) et président de la Commission du chemin de fer Transcontinental.

## Géographie
Entièrement enclavée dans le canton de Lamy, le secteur de l'ex-municipalité du village de Parent occupe un espace de 41 km² en Haute-Mauricie, à 150 km au nord-ouest de La Tuque, à la limite est de la réserve indienne d'Obedjiwan. Son territoire est parsemé de plusieurs plans d'eau et traversé par la rivière Bazin. Le secteur est également reconnu pour sa proximité avec le majestueux réservoir Gouin, une destination prisée pour la villégiature ainsi que pour la chasse et la pêche.

### Le réservoir Gouin
Le réservoir Gouin est un vaste plan d'eau artificiel créé en 1918 lors de la construction d'un barrage hydroélectrique sur la rivière Saint-Maurice. Il couvre une superficie d'environ 1 570 km² et est constitué d'un réseau complexe de baies, îles et chenaux. Initialement conçu pour alimenter les centrales hydroélectriques en aval, il est aujourd'hui un lieu emblématique pour les amateurs d'activités nautiques, pêche sportive (notamment pour le doré jaune et le brochet) et villégiature.

## Histoire
Vers 1910, les premiers pionniers parentois s'installent sur les lieux. La paroisse Saint-Thomas est érigée canoniquement en 1913 pour répondre aux besoins spirituels des résidents. Peu après, l’église Saint-Thomas fut construite au cœur du village. Cet édifice religieux patrimonial demeure un symbole important du patrimoine culturel local.
En parallèle, Parent devient un terminus ferroviaire important pour le lien entre Québec et Cochrane en Ontario grâce à la construction du chemin de fer National Transcontinental débutée en 1908. Dès les débuts du village, un atelier d’entretien des locomotives fut construit par le Canadien National au cœur même du village. Cet atelier jouait un rôle clé dans l’entretien des locomotives à vapeur utilisées sur cette ligne ferroviaire stratégique. Cependant, vers la fin des années 1950, il fut détruit par un incendie majeur. Cette destruction coïncida avec la transition des locomotives à vapeur vers des locomotives diesel, rendant l’atelier non requis et entraînant sa fermeture définitive.
En 1947, la caserne de Parent fut construite pour loger le service d’incendie au rez-de-chaussée et la salle du conseil municipal au deuxième étage. Ce bâtiment patrimonial témoigne du développement des services municipaux dans cette petite localité.
En 1954, un barrage a été construit sur la rivière Bazin au sud du village par la municipalité locale afin d’assurer une source d’énergie supplémentaire. Acquis par Hydro-Québec en 1965, ce barrage a été utilisé jusqu’en 1966 avant d’être désaffecté. En 2017, Hydro-Québec a procédé à son démantèlement complet pour des raisons environnementales et sécuritaires.
Peu au sud du village, une station radar a été érigée dans les années 1950 par l’Aviation royale canadienne (RCAF) durant la Guerre froide. Cette installation faisait partie d’un réseau stratégique visant à surveiller l’espace aérien nord-américain contre d’éventuelles incursions soviétiques. Aujourd’hui désaffectée, cette station a donné son nom à la Montagne du radar, qui est devenue un lieu prisé pour admirer les paysages environnants grâce à son altitude élevée.
En 1995, un immense feu de forêt a ravagé une grande partie des forêts entre Clova et Parent, forçant l'évacuation complète des quelque 550 résidents du village ainsi que des vacanciers présents dans le secteur. Ce feu exceptionnel a marqué l’histoire locale par son ampleur et les défis logistiques qu’il a posés aux autorités responsables, notamment la SOPFEU.
En 2003, Parent a été fusionné avec plusieurs autres municipalités pour former la nouvelle ville de La Tuque. Depuis cette fusion municipale, Parent fait partie du District no. 1, qui s'étend à l'ouest jusqu'à Clova et à l'est jusqu'à Casey.
En 2010, Parent a célébré son centenaire avec une grande fête communautaire. Plusieurs artistes invités ont participé à cet événement marquant, qui a rassemblé les résidents locaux ainsi que des visiteurs venus célébrer l’histoire et l’identité unique du village.
En 2024, Hydro-Québec a inauguré un système innovant de stockage d’énergie par batteries EVLO dans le secteur de Parent. Ce système permet d’assurer une alimentation électrique stable lors des interruptions causées par des pannes ou des travaux sur le réseau principal entre le poste La Vérendrye et le poste Parent. Grâce à ce projet innovant, les génératrices diesel ne sont désormais plus requises pour alimenter le secteur.

## Accessibilité
Parent est accessible par différents moyens :
- Avion : L'aéroport local (code CYPP) appartient à la Ville de La Tuque. La piste en gravier mesure environ 2975 pieds (907 mètres) et est balisée par des feux de bord de piste.
- Train : Le service ferroviaire Montréal-Senneterre exploité par Via Rail s’arrête régulièrement à Parent. La gare est habituellement ouverte selon l’horaire du train et opérée par un employé mandaté par la Ville de La Tuque.
- Voiture : Le village est accessible via plusieurs routes forestières :
- Le Chemin de Parent relie Mont-Laurier à Parent en passant par Mont-Saint-Michel via la route provinciale 309. Parent est situé au kilomètre 174 de cette route.
  - Les 8 premiers kilomètres, situés à la jonction de la route 309, sont asphaltés, ainsi que les sections entre les kilomètres 169 et 174. Entre les kilomètres 8 et 169, la route est en gravier.
- La Route forestière 25 relie La Tuque à Wemotaci puis à Parent. Cette route est accessible toute l’année ; cependant, entre Wemotaci et Parent, elle n’est entretenue qu’en fonction des besoins des entreprises forestières opérant dans le secteur durant l’hiver[8]. Entre Wemotaci et La Tuque, Transports Québec assure l’entretien durant toute l'année[9].
  - Parent est situé à 183 km de La Tuque via la route forestière 25. Du kilomètre 2 jusqu'à Parent, la route est en gravier. Wemotaci se trouve au kilomètre 104. Entre les kilomètres 103 et 104, dirigez-vous vers l’ouest pour rejoindre Parent jusqu’au kilomètre 177. Vous arriverez aux environs du kilomètre 94 de la route forestière 400 (22). Tournez ensuite vers le sud sur une distance de 4 à 6 km pour arriver à Parent (entre les kilomètres 98 et 100).

Sur ces routes forestières souvent étroites où circulent fréquemment des transporteurs forestiers lourds, il est fortement recommandé aux conducteurs d’utiliser une radio CB (bande publique) afin d’annoncer régulièrement leur position pour accroître leur sécurité ainsi que celle des autres usagers.
Pour les voyageurs en véhicule électrique, veuillez noter qu'il n'y a pour l'instant à Parent aucune borne publique de recharge pour véhicules électriques; les bornes les plus près se trouvent soit à Mont-Saint-Michel ou à La Tuque.

## Télécommunications
Parent bénéficie depuis peu d’un accès Internet haute vitesse grâce au déploiement récent d’une infrastructure en fibre optique reliant La Tuque à Parent. Les résidences peuvent également être desservies via antennes utilisant une technologie similaire au réseau sans fil fixe ou LTE avancé (5G).
Le village dispose également d’un réseau téléphonique filaire fiable; toutefois, aucun service cellulaire n’est actuellement disponible dans le secteur.

## Éducation
Parent dispose d’une école locale : Notre-Dame-de-l’Assomption. Cette école offre les services éducatifs allant de la maternelle jusqu’au secondaire trois.

## Santé et Services
Parent dispose d’un dispensaire local offrant des services essentiels :
- Le dispensaire est ouvert du lundi au vendredi, de 8h00 à 16h00.
  - Téléphone
    - Durant les heures d'ouverture, (819) 667-2329
    - En dehors des heures d'ouverture (le soir, la nuit, la fin de semaine et les jours fériés):
      - Pour les urgences vitales les usagers doivent faire le 911 sauf pour les téléphones satellites seulement faire le 1-800-567-7655;
      - Pour tout problème de santé nécessitant une intervention en personne et ne pouvant pas attendre jusqu'à l'ouverture, l'usager doit appeler au 819-523-4581 et faire le 0.'
- Un nouveau véhicule adapté aux routes forestières est utilisé pour assurer les services ambulanciers dans ce secteur éloigné[12].
- Des premiers répondants formés pour intervenir rapidement en cas d’urgence.

Un bureau local desservi par Postes Canada offre les services postaux essentiels aux résidents.
Une épicerie combinée avec un poste d’essence (Magasin général de Parent) dessert les besoins quotidiens.
Une quincaillerie (Quincaillerie Parent) fournit divers matériaux nécessaires aux habitants.
La Caisse Desjardins de La Tuque possède un guichet automatique (retrait et dépôt seulement) à son point de service de Parent.
Un centre communautaire, muni d'une patinoire (surface asphaltée pour la période estivale) et un centre de conditionnement physique

## Pourvoiries
Le secteur entourant Parent est réputé pour ses nombreuses pourvoiries offrant une expérience unique en pleine nature :
- Pourvoirie Les As De Parent : Accessible uniquement par hydravion ou hélicoptère, cette pourvoirie propose pêche à la truite indigène et chasse à l’orignal ou aux petits gibiers.
- Chalets Gouin Chasse et Pêche : Situés près du réservoir Gouin avec hébergements rustiques.
- Pourvoirie Lac à l’Ours Blanc : Spécialisée dans les séjours axés sur la pêche sportive (doré jaune et brochet) dans un environnement isolé.
Cette liste n’est pas exhaustive; plusieurs autres pourvoiries sont présentes dans le secteur. Les visiteurs peuvent consulter Pourvoiries.com pour obtenir davantage d’informations sur les options disponibles.

## Économie
L'économie locale repose principalement sur l'industrie forestière. La scierie locale, aujourd'hui exploitée par le Groupe Rémabec sous sa filiale Arbec, joue un rôle crucial dans l'économie régionale. Elle produit notamment des matériaux destinés aux marchés nationaux et internationaux tout en valorisant les sous-produits forestiers pour des biocombustibles.
Le secteur bénéficie également des activités touristiques liées au réservoir Gouin et aux vastes territoires propices à la chasse, à la pêche, au quad (via le Club Quad Parent) et à la motoneige (via le Club Motoneige Alliance du Nord Parent-Clova).

## Hébergement et restauration
Le village de Parent offre plusieurs options d’hébergement et de restauration adaptées aux besoins des visiteurs, qu’ils soient de passage pour le travail, les loisirs ou les activités en plein air.

### Hébergement
- Hôtel Central Parent : Situé au cœur du village, cet établissement propose 20 chambres réparties en deux unités. Il est particulièrement apprécié des motoneigistes, amateurs de VTT, pêcheurs et chasseurs. L'hôtel dispose également d'un bar avec chansonnier et groupes de musique ainsi que de machines vidéo-poker. Le restaurant Rest-ô-tel Central, situé sur place, offre des repas variés pour les visiteurs[16].

- Motel 4 Saisons et Gîte de Parent : Ce motel propose un hébergement simple et confortable pour les voyageurs. Situé sur la rue Principale, il est facilement accessible et offre un accueil chaleureux. Le **Gîte de Parent**, associé au motel, combine hébergement et convivialité dans une ambiance familiale[17].

- Domaine l’Ombre du Vent : Ce domaine propose six chalets entièrement équipés, parfaits pour les amateurs de nature et d’activités en plein air comme la chasse, la pêche ou la motoneige. Chaque chalet est doté d’électricité, d’internet haute vitesse et d’une cuisine complète. Parmi ces chalets, on retrouve Les Chalets de Jade, situés à proximité du lac Mauser. Ces chalets offrent une vue imprenable sur le lac et un cadre isolé idéal pour la tranquillité[18].

### Restauration
- Rest-ô-tel Central : Le restaurant situé dans l’Hôtel Central Parent est une option idéale pour savourer des plats locaux après une journée d’activités dans la région[16].

## Activités touristiques
Parent est une destination prisée pour :
- La villégiature et l'admiration des paysages depuis la montagne du Radar.
- La chasse (orignal, ours noir) et la pêche sportive (doré jaune, brochet).
- Les randonnées motorisées en quad ou motoneige.
- Les randonnées et course de traineau à chiens.

### La Boréale 150
Depuis l'hiver 2023, Parent accueille chaque mois de février la course de chiens La Boréale 150, une course qui attire des participants et spectateurs de partout au Québec, ainsi que des coureurs venant même des États-Unis et de l'Europe! Cet événement sportif et culturel met en valeur le patrimoine nordique et les paysages enneigés spectaculaires de la région.
La Boréale 150 propose aux mushers (conducteurs de traîneaux) un parcours exigeant de 150 kilomètres à travers les forêts et les sentiers glacés de la Haute-Mauricie. En plus de la compétition, des activités familiales et des animations sont organisées pour faire découvrir aux visiteurs les traditions locales liées à l'hiver.
Avec près de 40 participants et plus de 300 chiens lors des éditions précédentes, cet événement est rapidement devenu un rendez-vous incontournable pour les amateurs de sports d'hiver. Cette activité contribue également à dynamiser le tourisme dans cette petite communauté tout en offrant une vitrine internationale grâce à la présence de compétiteurs étrangers.

### Camp de Base Casey
Le Camp de Base Casey, situé près du village de Parent en Haute-Mauricie, est un projet écotouristique communautaire centré sur l’aérodrome privé CSQ4. Ce site historique, construit pendant la Guerre froide, servait initialement de point stratégique pour les opérations militaires nord-américaines. Il est notamment associé à l’histoire des bombardiers stratégiques américains B-52 Stratofortress, qui symbolisaient la dissuasion nucléaire durant cette période.
Aujourd’hui, le Camp de Base Casey a été transformé en une destination écotouristique unique, combinant histoire, aviation et nature. Il offre une variété d’activités pour les amateurs d’aviation et de plein air.

#### Activités et événements
- AéroVenture : Le plus grand rassemblement d’aviation générale au Canada, qui se tient habituellement lors de la longue fin de semaine de la fête du Travail. Cet événement attire des passionnés d’aviation de partout au pays.
- Challenge Casey : Une course sur sentiers organisée durant la même fin de semaine, avec des parcours de 1 km, 5 km et 10 km traversant des vestiges historiques.
- Camping sous l’aile : Les visiteurs peuvent camper sous leur avion ou profiter des installations sur place.

#### Hébergement et services
Le site propose des chalets équipés (lits simples ou queen, salle d’eau, BBQ, terrasse privée) pour une immersion totale dans la nature. Il dispose également d’une boutique locale et d’un accès pour les quads et motoneiges.

#### Mission communautaire
Le Camp de Base Casey repose sur l’implication de ses membres pour préserver son patrimoine historique et maintenir ses infrastructures, notamment la piste d’atterrissage. Des forfaits d’adhésion sont disponibles pour soutenir ses activités.